# Барауэ
Барауэ (сомал. Baraawe, араб. ﺑﺮﺍﻭة‎) — город-порт на юго-западе центральной части Сомали, объявлен столицей государственного образования Юго-Западное Сомали, находится в провинции Нижняя Шабелле.

## История
Барауэ входит в число самых первых городов культуры суахили на восточноафриканском побережье. Утверждают, что город был основан около 900 года арабами из Эль-Хасы. Город занимали различные этнические группы, в частности тунни и джиду из Корьолей боролись за город, и с ними был заключен союз. Сюда стили стекаться мусульманские поселенцы, и город стал процветающим торговым и исламским центром. Аль-Идриси описывал город в XII веке как арабо-исламский островок в сомалийском побережье.
В 1506 город был разрушен португальскими войсками и позднее попал в португальские владения, но за побережье разразились войны с Османской империей (см. Португало-турецкая война (1580–1589)). В 1822 город попал в состав султаната Оман, а в 1856 в состав султаната Занзибар.
В 1889 году побережьем завладели итальянцы и территория находилась под их контролем до 30-х годов XX века.
В 2009 году на юге Сомали усилились радикальные исламисты, и город попал под контроль группировки Харакат аш-Шабаб, с октября 2012 стал столицей, но в 2014 году после длительной войны был занят проправительственными войсками и в ноябре провозглашён столицей государственного образования Юго-Западное Сомали.